# Tagoe Mercy
Tagoe Mercy (1974. február 5. –) ghánai nemzetközi női labdarúgó-játékvezető.

## Pályafutása
Black Queens csapatban játszott. Az 1999-es női labdarúgó-világbajnokságon a Ghánai női labdarúgó-válogatott tagjaként, hátvéd pozícióban szerepelt.A GFA Játékvezető Bizottságának (JB) minősítésével Division 2, majd 1998-tól a Premier League játékvezetője. Küldési gyakorlat szerint rendszeres 4. bírói szolgálatot is végez. A nemzeti női labdarúgó bajnokságban kiemelkedően foglalkoztatott bíró. A nemzeti játékvezetéstől 2011-ben visszavonult.
A Ghánai labdarúgó-szövetség JB terjesztette fel nemzetközi játékvezetőnek, a Nemzetközi Labdarúgó-szövetség (FIFA) 2005-től tartotta nyilván női bírói keretében. A FIFA JB központi nyelvei közül az angolt beszéli. Több nemzetek közötti válogatott (Női labdarúgó-világbajnokság, Női Afrikai nemzetek kupája), valamint klubmérkőzést vezetett, vagy működő társának 4. bíróként segített. 2012-ben már nem szerepel a FIFA JB nyilvántartásában.
A 2010-es U20-as női labdarúgó-világbajnokságon a FIFA JB bíróként alkalmazta.
| Időpont          | Helyszín                   | Mérkőzés típusa              | Mérkőzés              | Eredmény | Nézők száma |
| ---------------- | -------------------------- | ---------------------------- | --------------------- | -------- | ----------- |
| 2010. július 16. | Bielefelder Alm Bielefeld  | csoportmérkőzés (B. csoport) | Észak-Korea–Új-Zéland | 2 – 1    | 6 630       |
| 2010. július 21. | Bielefelder Alm, Bielefeld | csoportmérkőzés (C. csoport) | Japán–Anglia          | 3 – 1    | 5 420       |

A 2007-es női labdarúgó-világbajnokságon a FIFA JB játékvezetőként alkalmazta. Selejtező mérkőzéseket a CAF zónában irányított.
A 2008-as Női Afrikai nemzetek kupája, valamint a 2010-es Női Afrikai nemzetek kupája labdarúgó-bajnokságban a CAF JB bíróként alkalmazta.
| Időpont         | Helyszín                        | Mérkőzés típusa                        | Mérkőzés    | Eredmény | Nézők száma |
| --------------- | ------------------------------- | -------------------------------------- | ----------- | -------- | ----------- |
| 2010. május 23. | Szeptember 28. Stadion, Conakry | (2010-es) előselejtező (döntőbe jutás) | Guinea–Mali | 0 – 2    | 38 000      |

Kettő alkalommal Ghánában (2007, 2010) kiérdemelte az Év Női Játékvezetője kitüntető címet. Aktív játékvezetői pályafutását befejezve, rendelkezve CAF License B/C/A dokumentumokkal, a női Premier Leagueban játszó Black Queens csapat, majd 2016-tól a férfi Tema-based Club vezetőedzője.